# ماتیاس باومان
ماتیاس باومان (انگلیسی: Matthias Baumann؛ زادهٔ ۵ آوریل ۱۹۶۳) سوارکار اهل آلمان غربی بود.